# Joel Anthony
Joel Vincent Anthony (ur. 9 sierpnia 1982 w Montrealu w Quebecu) – kanadyjski zawodowy koszykarz, grający na pozycji środkowego, dwukrotny mistrz NBA, obecnie zawodnik San Lorenzo de Almagra.

## College
Anthony na początku przygody akademickiej trafił do drużyny z niższej ligi - Pensacola Junior College. Tam spędził dwa lata, po których przeniósł się do drużyny UNLV. W swoim pierwszym sezonie był liderem drużyny pod względem bloków (1.5 na mecz), zajął też czwarte miejsce w konferencji. Przez kolejny sezon pauzował z powodu zmiany klubu w trakcie pobytu na uczelni. Wrócił w rozgrywkach 2006-07. Pomógł drużynie w osiągnięciu bilansu 30-7, został wybrany najlepszym obrońcą konferencji. Był najlepiej blokującym zawodnikiem w całym kraju w przeliczeniu bloków na 40 minut ze średnią 6.77. Najlepszy mecz rozegrał 7 lutego 2007 przeciwko Texas Christian. Zanotował wtedy nietypowe double-double na poziomie 11 zbiórek i 13 bloków.

## NBA

### Miami Heat
Anthony nie został wybrany w drafcie 2007 roku, ale już 3 lipca 2007 podpisał kontrakt z Miami Heat jako wolny agent. W NBA zadebiutował 27 listopada 2007 w wygranym spotkaniu z Charlotte Bobcats. Łącznie w pierwszym sezonie rozegrał 24 mecze, zdobywając w nich średnio 3.5 punktu i 3.9 zbiórki na mecz. 24 marca w starciu z Milwaukee Bucks ustanowił rekord kariery w punktach - 11. Tydzień później w spotkaniu z Indiana Pacers zanotował 6 bloków i 3 przechwyty.
W drugim sezonie zagrał w 65 meczach, z czego aż 28 razy w pierwszej piątce. Zdobywał średnio 2.2 punktu na mecz, 3.0 zbiórki, 1.4 bloku w trakcie 16.1 minuty na mecz. 14 grudnia pobił rekord kariery w punktach i zanotował pierwsze w NBA double-double na poziomie 12 punktów i 13 zbiórek w spotkaniu przeciwko Memphis Grizzlies. Zadebiutował w rozgrywkach play-off. Zagrał w sześciu meczach, w tym 2 razy w wyjściowym składzie przeciwko Atlanta Hawks. Zdobywał średnio 1.7 punktu, 3.2 zbiórki, 1.2 bloku podczas 14.7 minut gry.
20 lipca 2009 podpisał nowy kontrakt z Miami Heat. W rozgrywkach 2009/10 wystąpił w 80 meczach, a 16 razy zagrał w pierwszej piątce. Zdobywał średnio 2.7 punktu, 3.1 zbiórki, 1.4 bloku w trakcie 16.5 minuty gry. Zajął 18. miejsce pod względem bloków w całej lidze. W 30 meczach był najlepiej blokującym Miami Heat. Pobił rekord kariery w punktach (13) i celnych rzutach z gry (6) w meczu przeciwko Toronto Raptors, rozegranym 28 marca 2010. W play-off Miami Heat odpadli po pięciu meczach z Boston Celtics już w pierwszej rundzie. Anthony zagrał we wszystkich spotkaniach jako rezerwowy. Zdobywał w nich średnio 2.6 punktu, 1.8 zbiórki i 1.0 bloku podczas 15.8 minuty gry.
15 lipca 2010 podpisał czteroletni kontrakt, z opcją przedłużenia na piąty rok po stronie zawodnika. W rozgrywkach 2010/11 zagrał 75 razy w barwach Miami Heat. 11 razy wyszedł w pierwszym składzie, notując średnio 2.0 punktu, 3.5 zbiórki i 1.24 bloku podczas 19.5 minuty. Zajął 21. miejsce w lidze w średniej bloków. Zanotował też najlepszą w karierze serię 10 kolejnych meczów z co najmniej 1 blokiem pomiędzy 12 stycznia a 3 lutego. 18 stycznia 2011 w meczu przeciwko Atlanta Hawks zagrał najwięcej minut w karierze (43) i pobił rekord w zbiórkach (16).
W play-off Miami Heat doszli aż do finału NBA, gdzie przegrali 2:4 z Dallas Mavericks. Anthony zagrał w 21 meczach rozgrywek posezonowych, z czego 13 razy w pierwszej piątce. Zdobywał 2.8 punktu, 4.6 zbiórki i 1.81 bloku podczas 27.4 minuty gry. 7 maja w trzecim meczu rywalizacji z Boston Celtics zanotował pierwsze w play-off double-double na poziomie 12 punktów i 11 zbiórek.
W sezonie 2011/12 zagrał 64 mecze (51 w pierwszej piątce) i zdobywał w nich 3.4 punktu, 3.9 zbiórki i 1.31 bloku podczas 21.1 minuty gry. Zajął 23. miejsce w lidze w średniej bloków. Zagrał w 17 meczach play-off, zdobywając tytuł mistrza NBA w barwach Miami Heat. Podczas tych meczów notował średnio 3.2 punktu, 3.2 zbiórki i 0.94 bloku.
W kolejnych rozgrywkach jego rola znacznie spadła. Co prawda rozegrał 62 mecze, ale tylko trzykrotnie występował w pierwszym składzie, a jego średnia minut spadła do 9,1 na mecz. Notował w tym czasie 1,4 punktu, 1,9 zbiórki i 0,7 bloku. Były to jego najgorsze wyniki w karierze. Na koniec sezonu cieszył się ze zdobycia mistrzostwa NBA, po tym jak jego Miami Heat pokonali w finale 4-3 San Antonio Spurs.

### Boston Celtics
15 stycznia 2014 uczestniczył w wymianie między Heat, Boston Celtics i Golden State Warriors. Został wysłany do Celtics, razem z dwoma wyborami w drafcie. Do Heat przeszedł Toney Douglas, a z kolei Warriors pozyskali Jordana Crawforda i MarShona Brooksa.

### Detroit Pistons
17 października 2014 został oddany w wymianie do Detroit Pistons w zamian za Willa Bynuma.
18 lutego 2016 w ramach wymiany między trzema klubami miał trafić do Philadelphii 76ers. Jednak cztery dni później umowa została anulowana, ponieważ inny gracz biorący udział w wymianie, litewski skrzydłowy Donatas Motiejūnas, nie przeszedł testów medycznych i tym samym Anthony pozostał w drużynie Detroit Pistons.
23 stycznia 2017 podpisał 10-dniową umowę z San Antonio Spurs. 24 września 2017 został zawodnikiem Milwaukee Bucks na czas obozu przygotowawczego. 14 października 2017 został zwolniony.
27 lutego 2018 podpisał umowę z argentyńskim San Lorenzo de Almagra.

## Osiągnięcia
Stan na 19 kwietnia 2018, na podstawie, o ile nie zaznaczono inaczej.
NCAA
- Uczestnik rozgrywek Sweet 16 turnieju NCAA (2007)
- Mistrz turnieju konferencji Mountain West (MWC – 2007)
- Obrońca roku MWC (2007)

NBA
- Mistrz NBA (2012, 2013)
- Wicemistrz NBA (2011, 2014)

Inne
- Mistrz Ligi Amerykańskiej FIBA (2018)

Reprezentacja
- Wicemistrz kwalifikacji do igrzysk olimpijskich (2016)
- Brąz pucharu Tuto Marchanda (2009)
- Uczestnik:
  - mistrzostw:
    - świata (2010 – 22. miejsce)
    - Ameryki (2009 – 4. miejsce, 2011 – 6. miejsce, 2013 – 6. miejsce, 2017 – 8. miejsce)

  - pucharu Marchanda (2009, 2011 – 4. miejsce, 2013 – 5. miejsce)
  - kwalifikacji do:
    - mistrzostw świata (2017)
    - igrzysk olimpijskich (2008, 2016)
- Zaliczony do III składu mistrzostw Ameryki (2009)

## Reprezentacja Kanady
W barwach reprezentacji Kanady zadebiutował w 2008 roku. W trzech rozegranych meczach podczas kwalifikacji do igrzysk w Pekinie zdobywał 8.0 punktu i 8.0 zbiórki na mecz, ale jego kraj nie zakwalifikował się do turnieju. W 2009 roku poprowadził reprezentację do zajęcia czwartego miejsca w mistrzostwach obu Ameryk. W spotkaniu półfinałowym przeciwko Brazylii Anthony zagrał swój najlepszy mecz w kadrze, zdobywając 17 punktów i zbierając 8 piłek.
W 2010 roku podczas mistrzostw świata, Kanada zajęła 22. miejsce, przegrywając wszystkie 5 spotkań. Rok później w mistrzostwach obu Ameryk zajęła 6. miejsce.

## Statystyki
Stan na koniec sezonu 2018/19

### NCAA
| Sezon   | Drużyna | M  | S5 | MPG  | FG%   | 3P%  | FT%   | RPG | APG | SPG | BPG | PPG |
| ------- | ------- | -- | -- | ---- | ----- | ---- | ----- | --- | --- | --- | --- | --- |
| 2004-05 | UNLV    | 31 | 0  | 13,6 | 50,0% | 0,0% | 48,3% | 2,7 | 0,2 | 0,2 | 1,5 | 1,9 |
| 2006-07 | UNLV    | 37 | 0  | 18,1 | 59,7% | 0,0% | 60,4% | 4,1 | 0,4 | 0,5 | 2,9 | 5,2 |
| Razem   |         | 68 | 0  | 16,1 | 57,3% | 0,0% | 56,1% | 3,5 | 0,3 | 0,4 | 2,3 | 3,7 |

### NBA
Na podstawie Basketball-Reference.com (ang.)

#### Sezon regularny
| Sezon   | Drużyna     | M   | S5  | MPG  | FG%   | 3P% | FT%   | RPG | APG | SPG | BPG | PPG |
| ------- | ----------- | --- | --- | ---- | ----- | --- | ----- | --- | --- | --- | --- | --- |
| 2007/08 | Miami       | 24  | 1   | 20,8 | 46,7% | –   | 59,2% | 3,9 | 0,1 | 0,4 | 1,3 | 3,5 |
| 2008/09 | Miami       | 65  | 28  | 16,1 | 48,3% | –   | 65,2% | 3,0 | 0,4 | 0,3 | 1,4 | 2,2 |
| 2009/10 | Miami       | 80  | 16  | 16,5 | 47,8% | –   | 71,7% | 3,1 | 0,2 | 0,3 | 1,4 | 2,7 |
| 2010/11 | Miami       | 75  | 11  | 19,5 | 53,5% | –   | 64,4% | 3,5 | 0,3 | 0,1 | 1,2 | 2,0 |
| 2011/12 | Miami       | 64  | 51  | 21,1 | 55,9% | –   | 69,0% | 3,9 | 0,1 | 0,6 | 1,3 | 3,4 |
| 2012/13 | Miami       | 62  | 3   | 9,1  | 51,5% | –   | 60,7% | 1,9 | 0,2 | 0,2 | 0,7 | 1,4 |
| 2013/14 | Miami       | 12  | 0   | 3,1  | 33,3% | –   | 100%  | 0,6 | 0,0 | 0,0 | 0,3 | 0,5 |
| 2013/14 | Boston      | 21  | 0   | 7,1  | 38,5% | –   | 33,3% | 1,5 | 0,1 | 0,1 | 0,4 | 1,0 |
| 2014/15 | Detroit     | 49  | 0   | 8,3  | 58,1% | –   | 68,2% | 1,9 | 0,1 | 0,2 | 1,0 | 1,8 |
| 2015/16 | Detroit     | 19  | 0   | 5,1  | 60,0% | –   | 75,0% | 1,1 | 0,1 | 0,1 | 0,6 | 0,9 |
| 2016/17 | San Antonio | 19  | 0   | 6,4  | 62,5% | –   | 62,5% | 1,6 | 0,2 | 0,1 | 0,3 | 1,3 |
| Razem   |             | 490 | 110 | 14,4 | 51,3% | –   | 66,2% | 2,8 | 0,2 | 0,3 | 1,1 | 2,2 |

#### Play-offy
| Sezon | Drużyna     | M  | S5 | MPG  | FG%   | 3P% | FT%   | RPG | APG | SPG | BPG | PPG |
| ----- | ----------- | -- | -- | ---- | ----- | --- | ----- | --- | --- | --- | --- | --- |
| 2009  | Miami       | 6  | 2  | 14,7 | 80,0% | –   | 100%  | 3,2 | 0,3 | 0,0 | 1,2 | 1,7 |
| 2010  | Miami       | 5  | 0  | 15,8 | 71,4% | –   | 75,0% | 1,8 | 0,2 | 0,4 | 1,0 | 2,6 |
| 2011  | Miami       | 21 | 13 | 27,4 | 36,7% | –   | 71,0% | 4,6 | 0,5 | 0,4 | 1,8 | 2,8 |
| 2012  | Miami       | 17 | 1  | 19,4 | 58,6% | –   | 80,0% | 3,2 | 0,1 | 0,3 | 0,9 | 3,2 |
| 2013  | Miami       | 14 | 0  | 5,1  | 30,0% | –   | –     | 1,5 | 0,0 | 0,1 | 0,3 | 0,4 |
| 2017  | San Antonio | 3  | 0  | 5,0  | 75,0% | –   | 0,0%  | 1,3 | 0,0 | 0,0 | 0,7 | 2,0 |
| Razem |             | 66 | 16 | 17,5 | 48,1% | –   | 74,6% | 3,1 | 0,2 | 0,3 | 1,1 | 2,2 |

### Reprezentacja
| Sezon | Drużyna | M  | S5 | MPG  | FG%   | 3P%  | FT%   | RPG | APG | SPG | BPG | PPG  |
| ----- | ------- | -- | -- | ---- | ----- | ---- | ----- | --- | --- | --- | --- | ---- |
| 2008  | Kanada  | 3  | 0  | 24,3 | 40,0% | 0,0% | 72,7% | 8,0 | 0,3 | 0,0 | 1,0 | 8,0  |
| 2009  | Kanada  | 13 | 0  | 24,5 | 49,5% | 0,0% | 66,7% | 5,7 | 0,1 | 1,1 | 1,5 | 9,1  |
| 2010  | Kanada  | 5  | 0  | 29,8 | 57,5% | 0,0% | 40,0% | 5,6 | 0,4 | 1,2 | 2,2 | 10,4 |
| 2011  | Kanada  | 9  | 0  | 22,4 | 50,0% | 0,0% | 75,0% | 6,8 | 1,1 | 0,6 | 1,6 | 5,6  |
| Razem |         | 30 | 0  | 24,7 | 50,3% | 0,0% | 64,2% | 6,2 | 0,5 | 0,8 | 1,6 | 8,1  |

## Rekordy kariery
- Punkty: 13 – przeciwko Toronto Raptors
- Zbiórki: 16 – przeciwko Atlanta Hawks
- Przechwyty: 3 - pięciokrotnie
- Asysty: 3 – przeciwko Toronto Raptors
- Bloki: 6 – przeciwko Indiana Pacers
- Minuty: 43 - przeciwko Atlanta Hawks